# Utilité (industrie)

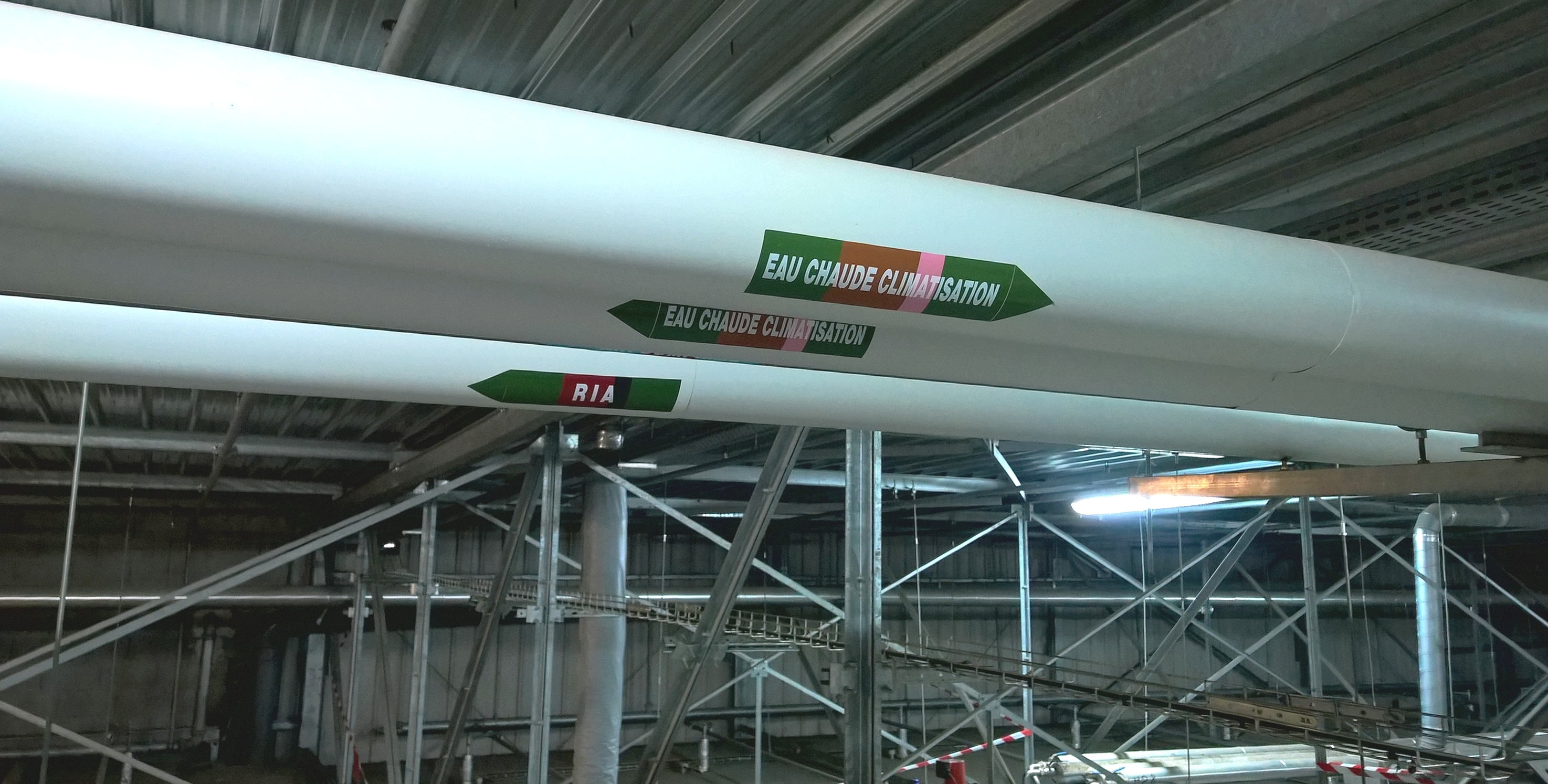
Utilités calorifugées en combles

L'utilité en industrie est un fluide énergétique distribué vers plusieurs lignes de production, pour les besoins en énergie motrice, chaleur ou services auxiliaires. Les fluides énergétiques circulent depuis des systèmes de pompage, des générateurs (de vapeur, compresseur ...) ou des transformateurs (électrique) et alimentent les différents procédés industriels. Les utilités sont fréquemment appelées fluides généraux. Elles sont indispensables au fonctionnement d'une industrie car elles servent à la transformation du produit, le fluide procédé.

## Utilités fréquentes
Dans un site industriel, les utilités les plus fréquemment rencontrées, sont :
- l'électricité,
- des gaz (comme l'azote, le gaz de ville),
- l'eau de ville,
- l’air comprimé,
- le froid,
- l'eau chaude,
- la vapeur (produite par des chaudières),
- les condensats,
- des agents chimiques (acide, soude).

Parfois le terme utilités désigne l'ensemble des installations permettant de les distribuer là où elles sont nécessaires.